# Prádena de Atienza
Prádena de Atienza es un municipio y localidad española de la provincia de Guadalajara, en la comunidad autónoma de Castilla-La Mancha. El término municipal tiene una población de 52 habitantes (INE 2024).

## Geografía

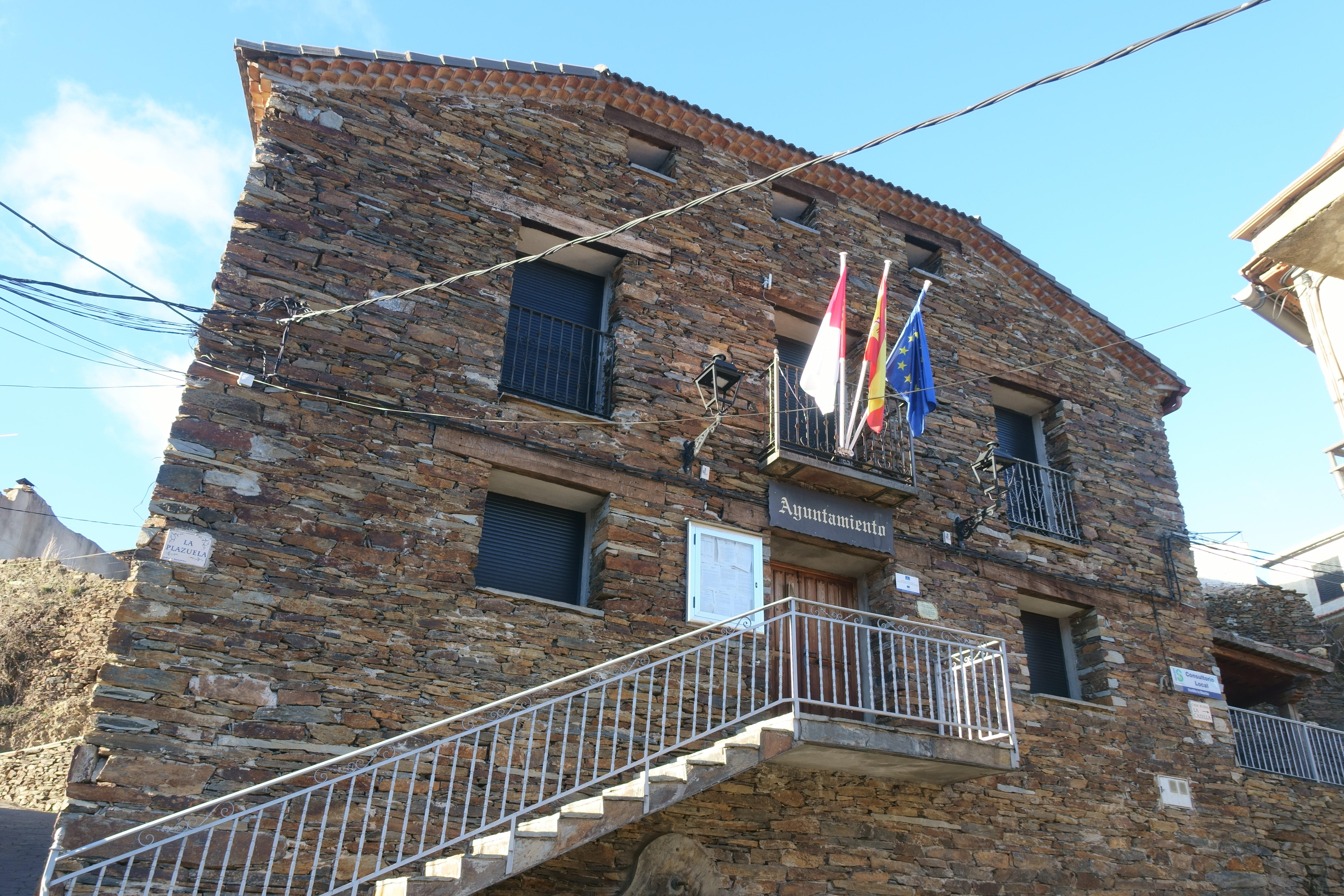
Casa consistorial

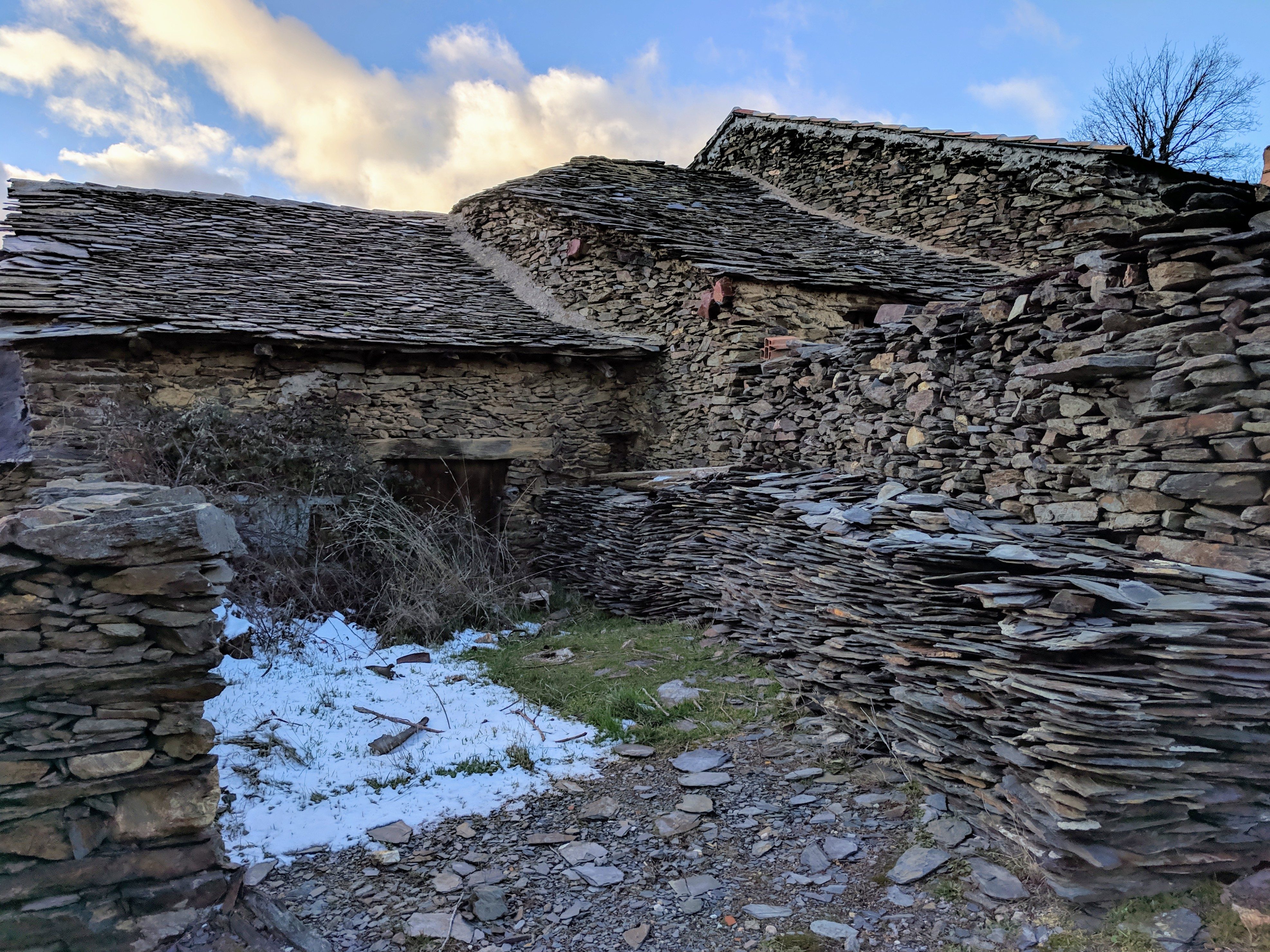
Ejemplos de arquitectura negra

Tiene una superficie de 28,86 km² y una densidad de población de 1,59 hab./km² (INE 2015).
A los habitantes de Prádena se les conoce por "pradenses". Sin embargo, vecinos de localidades próximas también les conocen por "praineros", aunque este término no es muy aceptado por los lugareños.

## Historia
A mediados del siglo XIX, el lugar tenía contabilizada una población de 180 habitantes. La localidad aparece descrita en el decimotercer volumen del Diccionario geográfico-estadístico-histórico de España y sus posesiones de Ultramar de Pascual Madoz de la siguiente manera:

PRÁDENA: l. con ayunt. en la prov. de Guadalajara (9 leg.), part. jud. de Atienza (2), aud. terr. de Madrid (19), c. g. de Castilla la Nueva, dióc. de Siguenza (6). sit. en terreno áspero, con libre ventilacion y clima frio. Tiene 46 casas; la consistorial; escuela de instruccion primaria; una igl. parr. servida por un cura y un sacristan. térm.: confina con los de Albendiego, Robredo y Gascueña: el terreno, que participa de quebrado y valle, es de mediana calidad; le bañan el r. Bornova y el arroyo llamado de Pelagallinas, que desagua en aquel. caminos: los que dirigen á los pueblos limítrofes, de herradura y en mal estado. correo: se recibe y despacha en Jadraque. prod.: trigo, centeno, cebada, patatas, judías y otras legumbres; leñas de combustible y pastos, con los que se mantiene ganado lanar y cabrio. ind.: la agrícola y 7 molinos harineros. pobl.: 43 vec., 180 alm. cap. prod.: 1.280,000 rs. imp.: 51,200. contr.. 2,840.
(Madoz, 1849, p. 200)

## Demografía
Prádena de Atienza cuenta con una población de 52 habitantes (INE 2024).
| Gráfica de evolución demográfica de Prádena de Atienza entre 1842 y 2021                                            |
| |
| Población de derecho según los censos de población del INE Población de hecho según los censos de población del INE |

| 51            | 42 | 54 | 50 | 48 | 51 |
| (Fuente: INE) |    |    |    |    |    |